# Vespa ducalis
Vespa ducalis är en getingart som beskrevs av Smith 1852. Vespa ducalis ingår i släktet bålgetingar, och familjen getingar.

## Underarter
Arten delas in i följande underarter:
- V. d. loochooensis
- V. d. pseudosoror